# Yudai Tanaka (judoka)
Yudai Tanaka (jap. 田中裕大 Tanaka Yudai; ur. 29 grudnia 2001) – japoński judoka. 
Trzeci na mistrzostwach świata w 2025 w drużynie. Brązowy medalista mistrzostw Azji w 2025. Pierwszy na mistrzostwach kraju w 2025 i trzeci w 2024 roku.